# László Szőke (bokser)
László Szőke (ur. 21 sierpnia 1966 w Budapeszcie) − węgierski bokser, srebrny medalista Mistrzostw Europy 1987 w Turynie, reprezentant kraju w kategorii piórkowej na Letnich Igrzyskach Olimpijskich 1988 w Seulu, mistrz Węgier w kategorii piórkowej z roku 1989.

## Kariera
Na przełomie maja a czerwca 1987 reprezentował Węgry na Mistrzostwach Europy 1987 w Turynie. W 1/8 finału pokonał na punkty (5:0) reprezentanta Danii Jimmy'ego Bredahla. W ćwierćfinale Węgier pokonał przed czasem już w pierwszej rundzie Rumuna Daniela Dumitrescu, zapewniając sobie miejsce na podium w kategorii piórkowej. W walce półfinałowej pokonał na punkty (4:1) reprezentanta Finlandii Jarmo Eskelinena, a w finale przegrał (1:4) z reprezentantem ZSRR Meszakiem Kazarjanem, zdobywając ostatecznie srebrny medal. W październiku tego samego roku reprezentował Węgry na Pucharze Świata 1987 w Belgradzie. Odpadł w ćwierćfinale, przegrywając nieznacznie na punkty z Kenijczykiem Johnem Wanjau.
We wrześniu 1988 rywalizował na Letnich Igrzyskach Olimpijskich 1988 w Seulu. W pierwszej walce zmierzył się z Johnem Wanjau, z którym przegrał minimalnie na punkty (2:3), odpadając z rywalizacji. W klasyfikacji ogólnej zajął 33. pozycję w kategorii piórkowej.
Na przełomie maja a czerwca 1989 reprezentował Węgry na Mistrzostwach Europy 1989 w Atenach. W 1/8 finału pokonał zdecydowanie byłego mistrza Europy z roku 1985, reprezentanta Jugosławii Ljubiša Simicia. W ćwierćfinale przegrał nieznacznie na punkty (2:3) z reprezentantem Niemiec Zachodnich Marco Rudolphem, który ostatecznie zdobył srebrny medal.